# Теанин
Теанин, также известный как L-γ-глутамилэтиламид и N5-этил-L-глутамин — аминокислота, аналог протеиногенных аминокислот L-глутамата и L-глутамина, которая содержится, в основном, в некоторых видах растений и грибов. Является агонистом глутаминовых рецепторов (NMDA-рецепторов), то есть, таким образом повышает уровень глутамата в мозгу. Он был открыт как компонент зелёного чая в 1949 году, в 1951 году он был выделен из листьев гёкуро. Теанин является носителем вкуса зелёного чая.
Есть данные о том, что теанин может улучшать рабочую память и повышать внимательность у людей среднего и пожилого возраста. Сообщалось о синергетическом влиянии кофеина и теанина на когнитивные функции и настроение.